# Augochlora sidaefoliae
Augochlora sidaefoliae är en biart som beskrevs av Cockerell 1913. Augochlora sidaefoliae ingår i släktet Augochlora och familjen vägbin. Inga underarter finns listade.